# Animere (Sprache)
Animere (auch Animère, Anymere, Kunda und Anemere) ist eine Sprache in Westafrika, die in Ghana gesprochen wird. 
Sie hat nur noch weniger als 700 Sprecher und ist noch weitgehend unerforscht. Die Sprecher leben in den Dörfern Kecheibi und Kunda im zentral-östlichen Ghana.